# 川原星
川原 星（かわはら せい、英語: Sei Kawahara、1995年12月17日 - ）は、日本のフィギュアスケート選手（男子シングル）。福岡県久留米市出身。血液型はB型。2014年JGPチェコスケート3位。
アマチュア引退後、プロスケーターとして「浅田真央サンクスツアー」などアイスショーで活動、2021年4月27日プロフィギュアスケーターを引退。同じくプロスケーターとして活躍中の無良崇人、橋本誠也の3名で結成されたスケーティングパフォーマンスユニット「TEAM ORANGE CHEERS」で活動中。
また、コーチとしても活動している。

## 経歴
福岡県久留米市出身。久留米市立筑邦西中学校、沖学園高等学校卒業。福岡大学スポーツ学部スポーツ科学科卒業。
2008-09シーズン、アジアフィギュア杯のノービスクラスに出場し2位となる。全日本ジュニア選手権にはじめて出場し11位となる。2009年エイゴンチャレンジ杯のノービスクラスに出場し優勝する。2009-10シーズン、全日本ジュニア選手権では21位に終わり、2010年モンブラントロフィーのジュニアクラスで2位となる。
2010-11シーズン、全日本ジュニア選手権で7位となり、初出場となった全日本選手権では28位に終わる。また、2010年ゴールデンスピンにシニアで参戦し8位となる。2011-12シーズン、初参戦となったジュニアグランプリシリーズのJGPオーストリアに出場し10位となる。全日本ジュニア選手権では過去最高の4位となり、全日本選手権では16位となる。
2012-13シーズン、JGPオーストリアで5位、続くJGPクロアチア杯で8位となる。全日本ジュニア選手権は5位に入り、全日本選手権では17位に終わる。2013年プランタン杯のジュニアクラスに出場し3位となる。2013-14シーズン、JGPメキシコ杯で7位、続くJGPバルティック杯で9位となる。全日本ジュニア選手権では7位となり、全日本選手権への出場を逃す。2014年チャレンジカップのジュニアクラスに出場し優勝する。
2014-15シーズン、JGPチェコスケートで3位に入り、国際スケート連盟主催の公式競技会ではじめて表彰台に立つ。続くJGPブラエオン・シュベルター杯ではSP・FSともに自己ベストを更新するも、結果は5位となりメダルは獲得できなかった。全日本ジュニア選手権では11位に沈み、全日本選手権への進出は叶わなかった。
2015-16シーズン、ドイツのペーター・リーベルスが内転筋の張りを理由にISUグランプリシリーズの2015年スケートカナダの出場を辞退したため、10月22日に川原の追加招待が決定する。スケートカナダでは、SP・FSともに自己ベストを更新し10位となる。3年ぶりの出場となった全日本選手権では12位となる。
2017-18シーズン、3月の全九州大会で引退。競技終了後にはエキシビションを披露し、ファンから見送られた。
神戸市立ポートアイランドスポーツセンターで指導にあたっており、女子フィギュアスケートの坂本花織選手、三原舞依選手のコーチも務める。

## 主な戦績
| 大会/年              | 2008-09 | 2009-10 | 2010-11 | 2011-12 | 2012-13 | 2013-14 | 2014-15 | 2015-16 | 2016-17 |
| -------------------- | ------- | ------- | ------- | ------- | ------- | ------- | ------- | ------- | ------- |
| 全日本選手権         |         |         | 28      | 16      | 17      |         |         | 12      | 11      |
| GPスケートカナダ     |         |         |         |         |         |         |         | 10      |         |
| CSネーベルホルン杯   |         |         |         |         |         |         |         |         | 9       |
| ゴールデンスピン     |         |         | 8       |         |         |         |         |         |         |
| ユニバーシアード     |         |         |         |         |         |         |         |         | 20      |
| 全日本ジュニア選手権 | 11      | 21      | 7       | 4       | 5       | 7       | 11      |         |         |
| JGP B.シュベルター杯 |         |         |         |         |         |         | 5       |         |         |
| JGPチェコスケート    |         |         |         |         |         |         | 3       |         |         |
| JGPバルティック杯    |         |         |         |         |         | 9       |         |         |         |
| JGPメキシコ杯        |         |         |         |         |         | 7       |         |         |         |
| JGPクロアチア杯      |         |         |         |         | 8       |         |         |         |         |
| JGPオーストリア      |         |         |         | 10      | 5       |         |         |         |         |
| チャレンジカップ     | 1 N     |         |         |         |         | 1 J     |         |         |         |
| プランタン杯         |         |         |         |         | 3 J     |         |         |         |         |
| モンブラントロフィー |         | 2 J     |         |         |         |         |         |         |         |
| アジアフィギュア杯   | 2 N     |         |         |         |         |         |         |         |         |

- J - ジュニアクラス

### 詳細
| 2016-2017 シーズン     |                                                                  |          |           |           |
| 開催日                 | 大会名                                                           | SP       | FS        | 結果      |
| 2017年1月31日 - 2月5日 | ユニバーシアード冬季競技大会（アルマトイ）                       | 23 57.93 | 19 115.93 | 20 173.86 |
| 2016年12月22日 - 25日  | 第85回全日本フィギュアスケート選手権（門真）                     | 13 60.47 | 12 120.22 | 11 180.69 |
| 2016年9月22日 - 24日   | ISUチャレンジャーシリーズ ネーベルホルン杯（オーベルストドルフ） | 9 63.04  | 9 121.39  | 9 184.43  |

| 2015-2016 シーズン       |                                                      |         |           |           |
| 開催日                   | 大会名                                               | SP      | FS        | 結果      |
| 2015年12月24日 - 27日    | 第84回全日本フィギュアスケート選手権（札幌）         | 9 66.72 | 13 121.67 | 12 188.39 |
| 2015年10月30日 - 11月1日 | ISUグランプリシリーズ スケートカナダ（レスブリッジ） | 9 67.36 | 9 127.85  | 10 195.21 |

| 2014-2015 シーズン    |                                                                |         |           |           |
| 開催日                | 大会名                                                         | SP      | FS        | 結果      |
| 2014年11月22日 - 24日 | 第83回全日本フィギュアスケートジュニア選手権（新潟）           | 9 50.14 | 12 100.80 | 11 150.94 |
| 2014年10月1日 - 5日   | ISUジュニアグランプリ ブラエオン・シュベルター杯（ドレスデン） | 5 64.91 | 5 124.59  | 5 189.50  |
| 2014年9月3日 - 6日    | ISUジュニアグランプリ チェコスケート（オストラヴァ）           | 3 60.55 | 4 124.14  | 3 184.69  |

| 2013-2014 シーズン    |                                                        |          |          |          |
| 開催日                | 大会名                                                 | SP       | FS       | 結果     |
| 2014年3月6日 - 9日    | 2014年チャレンジカップ ジュニアクラス（ハーグ）        | 2 56.48  | 1 109.36 | 1 165.84 |
| 2012年11月22日 - 24日 | 第82回全日本フィギュアスケートジュニア選手権（名古屋） | 6 57.06  | 8 107.88 | 7 164.94 |
| 2013年9月18日 - 22日  | ISUジュニアグランプリ バルティック杯（グダニスク）     | 14 45.94 | 9 105.96 | 9 151.90 |
| 2013年9月4日 - 8日    | ISUジュニアグランプリ メキシコ杯（メキシコシティ）     | 7 57.64  | 5 109.31 | 7 166.95 |

| 2012-2013 シーズン    |                                                        |          |           |           |
| 開催日                | 大会名                                                 | SP       | FS        | 結果      |
| 2013年3月22日 - 24日  | 2013年プランタン杯 ジュニアクラス（ルクセンブルク市）  | 1 58.12  | 4 93.19   | 3 151.31  |
| 2012年12月20日 - 24日 | 第81回全日本フィギュアスケート選手権（札幌）           | 19 52.10 | 19 103.26 | 17 155.36 |
| 2012年11月16日 - 18日 | 第81回全日本フィギュアスケートジュニア選手権（西東京） | 8 50.25  | 5 107.26  | 5 157.51  |
| 2012年10月3日 - 7日   | ISUジュニアグランプリ クロアチア杯（ザグレブ）         | 10 50.91 | 8 107.89  | 8 158.80  |
| 2012年9月12日 - 16日  | ISUジュニアグランプリ オーストリア（リンツ）           | 2 61.73  | 7 108.68  | 5 170.41  |

| 2011-2012 シーズン      |                                                      |          |           |           |
| 開催日                  | 大会名                                               | SP       | FS        | 結果      |
| 2011年12月23日 - 26日   | 第80回全日本フィギュアスケート選手権（門真）         | 14 59.60 | 18 95.05  | 16 53.96  |
| 2011年11月25日 - 27日   | 第80回全日本フィギュアスケートジュニア選手権（八戸） | 5 58.88  | 12 114.68 | 4 173.56  |
| 2011年9月28日 - 10月1日 | ISUジュニアグランプリ オーストリア（インスブルック） | 4 59.14  | 12 89.81  | 10 148.95 |

| 2010-2011 シーズン    |                                                            |          |         |          |
| 開催日                | 大会名                                                     | SP       | FS      | 結果     |
| 2010年12月24日 - 27日 | 第79回全日本フィギュアスケート選手権（長野）               | 28 42.69 | -       | 28 42.69 |
| 2010年12月9日 - 11日  | 2010年ゴールデンスピン（ザグレブ）                         | 8 44.21  | 8 85.83 | 8 130.04 |
| 2010年11月27日 - 28日 | 第79回全日本フィギュアスケートジュニア選手権（ひたちなか） | 10 46.45 | 6 97.37 | 7 143.82 |

| 2009-2010 シーズン    |                                                               |          |          |           |
| 開催日                | 大会名                                                        | SP       | FS       | 結果      |
| 2010年2月4日 - 6日    | 2010年モンブラントロフィー ジュニアクラス（クールマイユール） | 3 47.75  | 2 88.11  | 2 135.86  |
| 2009年12月25日 - 27日 | 第78回全日本フィギュアスケート選手権（門真市）                | 23 36.93 | 20 72.09 | 21 109.02 |

| 2008-2009 シーズン    |                                                          |          |          |           |
| 開催日                | 大会名                                                   | SP       | FS       | 結果      |
| 2008年11月23日 - 24日 | 第77回全日本フィギュアスケートジュニア選手権（名古屋市） | 12 44.92 | 11 89.28 | 11 134.20 |

## プログラム使用曲
| シーズン  | SP                                                                       | FS                                                                               |
| --------- | ------------------------------------------------------------------------ | -------------------------------------------------------------------------------- |
| 2017-2018 | フライ・ミー・トゥー・ザ・ムーン 作曲：バート・ハワード 振付：宮本賢二   | 映画『ミッション』より 作曲：エンリコ・モリコーネ 振付：タニス・ベルビン         |
| 2016-2017 | タンゴ・デ・ロス・エクシラドス 作曲：ウォルター・タイエブ 振付：宮本賢二 | 映画『ミッション』より 作曲：エンリコ・モリコーネ 振付：タニス・ベルビン         |
| 2015-2016 | タンゴ・デ・ロス・エクシラドス 作曲：ウォルター・タイエブ 振付：宮本賢二 | ピアノ協奏曲「宿命」 作曲：千住明 振付：阿部奈々美                               |
| 2014-2015 | 映画『シェルブールの雨傘』より 作曲：ミシェル・ルグラン 振付：阿部奈々美 | スペイン狂詩曲より「アストゥーリアス」 作曲：イサーク・アルベニス 振付：宮本賢二 |
| 2013-2014 | 映画『シェルブールの雨傘』より 作曲：ミシェル・ルグラン 振付：阿部奈々美 | 映画『ラスト サムライ』より 作曲：ハンス・ジマー 振付：宮本賢二                  |
| 2012-2013 | シング・シング・シング 作曲：ルイ・プリマ                                | 映画『ラスト サムライ』より 作曲：ハンス・ジマー 振付：宮本賢二                  |
| 2011-2012 | シング・シング・シング 作曲：ルイ・プリマ                                | 映画『ハムナプトラ/失われた砂漠の都』より 作曲：ジェリー・ゴールドスミス         |